# Ewbank da Câmara
Ewbank da Câmara is een gemeente in de Braziliaanse deelstaat Minas Gerais. De gemeente telt 3.914 inwoners (schatting 2014).

## Aangrenzende gemeenten
De gemeente grenst aan Juiz de Fora en Santos Dumont.

## Verkeer en vervoer
De plaats ligt aan de radiale snelweg BR-040 tussen Brasilia en Rio de Janeiro.
1. ↑  (pt) Ranking decrescente do IDH-M dos Municípios do Brasil (HTML). Atlas do Desenvolvimento Humano, Programa das Nações Unidas para o Desenvolvimento (PNUD) (2010). Gearchiveerd op 18 maart 2015. Geraadpleegd op January 27, 2015.